# Diocesi di Cesarea di Tessalia
La diocesi di Cesarea di Tessalia (in latino Dioecesis Caesariensis in Thessalia) è una sede soppressa e sede titolare della Chiesa cattolica.

## Storia
Cesarea di Tessalia, identificata con Kaisareia nel comune di Kozani, è un'antica sede vescovile della provincia romana di Tessaglia in Grecia, suffraganea dell'arcidiocesi di Larissa.
La diocesi ebbe vita molto breve, perché non compare in nessuna delle Notitiae Episcopatuum, la cui edizione più antica risale alla metà del VII secolo. Le fonti letterarie e conciliari conoscono due vescovi di questa sede episcopale: Teoctisto, che prese parte al concilio di Efeso del 431; e Timoteo, il cui nome appare in una lettera del suo metropolita Stefano di Larissa a papa Bonifacio II nel 531. Le fonti epigrafiche hanno restituito il nome del vescovo Macedonio, morto il 23 gennaio di un anno sconosciuto, e un anonimo; entrambi questi vescovi sono vissuti tra V e VI secolo.
Dal 1933 Cesarea di Tessalia è annoverata tra le sedi vescovili titolari della Chiesa cattolica; la sede è vacante dal 27 ottobre 1980.

## Cronotassi

### Vescovi greci
- Teoctisto † (menzionato nel 431)
- Timoteo † (menzionato nel 531)
- Macedonio † (V/VI secolo)
- Anonimo † (V/VI secolo)

### Vescovi titolari
- Andrea Pangrazio † (26 agosto 1953 - 10 febbraio 1959 succeduto vescovo di Livorno)
- Paolo Savino † (27 aprile 1959 - 27 ottobre 1980 deceduto)